# Antonio Ravot
Antonio Ravot (Roma, 16 febbraio 1960) è un allenatore di calcio ed ex calciatore italiano, di ruolo centrocampista o attaccante.

## Biografia
Nato a Roma da padre iglesiente, si trasferisce in giovane età dapprima a Iglesias e poi a Carbonia; nella città mineraria giocava lo zio, Giulio Ravot, noto calciatore della Carbonsarda.

## Carriera

### Giocatore
Cresce nella Ferrini prima di approdare al Cagliari. Dopo una prima stagione nella società del capoluogo sardo nella stagione 1978-1979, si trasferisce prima a Vicenza e poi a Empoli per tornare al Cagliari in Serie A.
Nel 1981-1982 con i sardi nella massima serie (unica sua stagione in A) totalizza complessivamente 13 presenze e 2 reti.
Dopo un altro prestito l'anno successivo al Padova e il ritorno a Cagliari per un'altra stagione, viene ceduto al Prato in Serie C, al Varese, in piena crisi societaria, dove riesce a essere il miglior marcatore nell’anno della retrocessione in C/2, e successivamente alla Ternana.
In carriera ha totalizzato complessivamente 13 presenze e 2 reti in Serie A e 38 presenze e 3 reti in Serie B.

### Allenatore e dirigente
A conclusione della carriera da calciatore è diventato allenatore. Tra le altre, pur venendo esonerato, è stato tecnico del La Palma Alghero in Eccellenza Sardegna. In precedenza aveva allenato, sempre nel campionato regionale di Eccellenza della Sardegna, anche il Santa Teresa e il Tortolì.
Ha ricoperto nel 2009 il ruolo di direttore sportivo della Torres. Ravot a partire dall'estate del 2010 è stato nominato, dal nuovo direttivo societario, come nuovo allenatore del Castelsardo, squadra che disputa il campionato Eccellenza Sardegna dopo la retrocessione dalla Serie D alla fine della stagione 2009-2010. Alla fine del campionato 2010-2011 in Eccellenza della Sardegna, conquista la permanenza nella massima serie regionale con 41 punti (+3 sulla zona play-out).